# Fagypont fölött miénk a világ
A Fagypont fölött miénk a világ a Bergendy-együttes 1976-ban megjelent nagylemeze, melyet a Pepita adott ki. Katalógusszáma: SLPX 17502. 1999-ben CD-n is megjelent.
A ma lesz a holnap tegnapja az 1976. februári Made in Hungary, az Automata szerelem pedig az 1976. júliusi Tessék választani! című könnyűzenei bemutatón hangzott el.

## Az album dalai

### A oldal
1. Fagypont fölött miénk a világ
2. Lusta négy
3. Már sohase kérlek
4. Automata szerelem
5. Tükör II

### B oldal
1. Fantáziagép
2. A ma lesz a holnap tegnapja
3. Ez vagyok én, s ez vagy nekem
4. Hej, te szép kemény legény
5. Nyár és tél

## Közreműködők
Zene
- Demjén Ferenc (A/1-4, B/1, 2, 4)
- Hajdu Sándor (B/3)
- Tóth János Rudolf (B/5)

Szöveg
- Demjén Ferenc (A/1-4, B/1-4)
- Tóth János Rudolf (B/5)

Fotó
- Hegedűs György

Grafika
- Kulinyi István